# Paul-Gabriel Arnaud
Paul-Gabriel Arnaud, francoski general, * 1885, † 1954.